# Mécanique newtonienne discrète
Dans le cas d'une force centrale, on sait qu'il existe des problèmes de régularisation dès que la constante des aires est nulle. La réponse de Levy-Civita est une méthode.
Dans le cas numérique, il est intéressant de savoir qu'il existe un algorithme d'intégration qui conserve le moment cinétique ET l'énergie.

## Description de l'algorithme
Greenspan écrit :
- Dans le cas de Hooke, explicitons cette formule :

- Dans le cas du mouvement képlérien, explicitons cette formule :